# Geneviève Brisac
Geneviève Brisac (Paris, 18 de outubro de 1951) é uma escritora francesa. Em 1996, ganhou o Prêmio Femina pelo romance Week-end de chasse à la mère. Ela também escreve contos, literatura infantil e trabalha como crítica literária para o jornal francês Le Monde.